# 전쟁과 평화
《전쟁과 평화》(戰爭과平和, 러시아어: Война и мир 보이나 이 미르[*], 영어: War and Peace)는 레프 톨스토이의 장편소설이다. 데카브리스트를 둘러싼 중편소설을 모체로 구상된 것으로, 1865~1866년에 걸쳐 첫머리 2장만이 <러시아 통보>(Ру́сский ве́стник)에 게재되었다. 나머지 부분은 1869년 단행본으로 일괄해서 발표되었다. 레프 톨스토이는 가장 훌륭한 러시아 문학작품은 어떠한 표준 문학에 따르지 않기 때문에, <전쟁과 평화>는 소설도 아니고, 시도 아니며 역사적 연대기도 아니다라고 주장하였다. 그는 안나 카레니나를 그의 최초 소설작품으로 여겼다.

## 배경
이 소설의 연대기는 프랑스의 러시아 원정과 나폴레옹 시대의 러시아 제국 정부(Tsarist Autocracy)의 영향이 있던 시기다. 이 소설은 1805년에서 부터 1820년까지의 시기를 배경으로 하며 그 시기는 예카테리나 2세가 노인층에게 아직도 생생하게 기억으로 남아있는 때이다. 그녀는 그녀의 왕궁에 프랑스어를 사용하게 하였으며 향후 100년동안 러시아 상류층으로 하여금 프랑스어를 말하고 프랑스 문화를 이해하도록 사회적 공용어로 남도록 하였다.
알렉산더 1세(1801~1825) 재임시에 러시아인은 프랑스로 여행뿐만 아니라 학문도 연구하였다. 그 결과 프랑스의 계몽사상은 러시아로 밀려 들어와 진보적이고 급진적인 정치적 사고를 일으켰다.
이 소설에 배경으로 있는 주요 배경은 제3차 대프랑스 동맹기간 동안 1805년에 있었던 오스트리아 군대와 맞서 싸운 프랑스와 바이에른 선제후국의 군사적 동맹이다.( Ulm Campaign )
그 당시 러시아 관료들은 구체제가 지배하는 유럽 전체를 상대로 승리를 거둔 나폴레옹이 이끄는 프랑스군에 대해 무지하여 근거없는 자만심을 갖고 있다.

## 주요 등장인물[1]

### 안나 파블로브나 쉐레르(안네트)
살롱의 여주인으로 바실리 쿠라긴 왕자와 계획을 짠다.

### 바실리 쿠라긴 공작
황제에게 청탁을 전할 수 있을 정도의 신분이긴 하지만, 지위에 비해 재력이 없어 베주호프 백작의 유산을 가로채려다 실패하자 백작의 상속자인 피에르와 그의 딸 렌을 결혼시킬 음모를 꾸민다.

### 엘렌 쿠라기나, 아나톨리 쿠라긴 남매
방탕하고 불성실하며 다른 사람들까지 불행에 빠뜨리는 캐릭터들이다. 엘렌은 재산을 노리고 피에르와 결혼한 뒤 아나톨리의 친구인 돌로호프와 바람을 피우다가 들켜서 피에르와 돌로호프와 결투를 하게 만들고, 아나톨리는 나타샤와 안드레이의 약혼을 깨는 데 결정적인 역할을 한다.

### 안나 드루베츠카야, 보리스 드루베츠코이 모자
젊었을 때 남편을 잃은 안나는 친인척들의 자선에 의지해서 아들을 키웠고, 쿠라긴 공작에게 아들이 근위대에 들어가도록 황제에게 청원해 달라고 부탁도 한다.

### 안드레이 볼콘스키 공작
공작으로 니콜라이 안드레이비치 볼콘스키의 아들이며 그의 부인은 "작은 공작부인'이라 불렸던 리자이다. 명석한 두뇌와 판단력, 유능함과 사회적 지위에 재산까지 갖추었으나 염세주의와 허무주의적 성향 때문에 어려움을 겪는다. 그는 젊은 나이에 귀족 사회에 염증을 느끼고 임신한 아내도 내버려 두고 나폴레옹 전쟁을 지원하였다. 아우스터리츠에서 전쟁의 참상을 경험하고 마음을 접고 가족과 함께 조용히 살겠다고 돌아왔지만 이미 부인은 아들을 출산하다 죽은 뒤였다.

### 나타샤 로스토바
로스토프 백작가의 딸로, 처음에는 12살 소녀였으나 소설 끝부분에는 피에르 베주호프와 결혼한다.

### 피에르 베주호프
백작이며, 키릴 블리디로비치 베주호프의 서자이다. 첫번째 결혼은 엘렌이었고 두번째는 나타샤 로스트프와 결혼한다. 프랑스에 유학했다가 프랑스 혁명정신을 숭배하여 나폴레옹을 높이 평가하는 이상주의자이다.

### 니콜라이 로스토프
로스토프 백작가의 큰아들로 프랑스와 러시아 군의 여러 싸움에 참전했고, 아버지가 죽은 뒤 가족을 보살핀다. 마리아 불콘스카야와 결혼한다.

### 마리아 볼콘스카야
공작의 딸이며 안드레이 볼콘스키의 여동생으로 니콜라이 안드레비치 볼콘스키의 딸이다.
신앙심이 깊은 인물로 자신의 가까운 사람들을 위해 산다. 니콜라이 로스토프와 결혼한다.

## 설명
톨스토이가 이 작품에서 의도한 것은 크림 전쟁의 패배로 상처 입은 조국의 영광과 국민정신의 위대함을 나폴레옹 군대를 패주시킨 1812년의 역사적 사건에 되돌아감으로써 회복시키는 일이었다. 톨스토이는 인류의 운명을 지배할 수 있다고 믿는 '오만한 인격' 나폴레옹에 대항해서 '운명에의 유순한 순종'의 체현자, 즉 러시아 농민병사와 그 사령관 쿠투조프가 승리한 것이 바로 러시아의 승리라고 보는 것이다. 이 두 개의 개성의 투쟁과 승패의 귀추는 톨스토이의 분신으로서 등장하는 두 사람의 중심인물에게서 일어나는 정신의 갈등과 발전으로서도 또한 뒷받침되고 있다. 지성이 높은 교만한 야심가 안드레이 공작은 나폴레옹의 숭배자였으나 죽음을 앞에 놓고 신의 법도는 자기 희생에 있음을 깨닫는다. 한편 세련되지 못한 낙천적 이상주의자 피에르도 또한 나폴레옹을 영웅시하고 있었으나 농민병사 플라톤 카라타예프와 만나 자기가 구하고 있던 진리를 찾게 된다. 그는 신의 의지를 믿으며 모든 것을 용인하고 거역하지 않는다. 톨스토이에게 있어 이러한 눈에 띄지 않는 민중이야말로 러시아 정신의 체현자이자 역사를 움직이는 주인공인 것이다.